# خالد بن احمد القاسمی
خالد بن احمد القاسمی (عربی: خالد بن احمد القاسمی؛ زاده ؟ – درگذشته ۱۹۵۰) دولتمرد اهل امارات متحده عربی بود، که از ۱۹۱۴ تا ۱۹۲۴ به‌عنوان امیر رأس‌الخیمه فعالیت می‌کرد.